# 1450-ті
Пізнє Середньовіччя  •  Реконкіста  •  Столітня війна

## Події
У 1453 році з капітуляцією англійського гарнізону Бордо закінчилася  Столітня війна, французи повернули під свій контроль майже всю територію країни, за винятком Кале. 
У 1456 році в Англії почалася Війна Білої та Червоної троянд, в якій боротьбу за трон вели роди Йорків та Ланкастерів.
Йоганн Гутенберг надрукував Біблію. Цю подію вважають винаходом книгодрукування в Європі.